# Tumbet

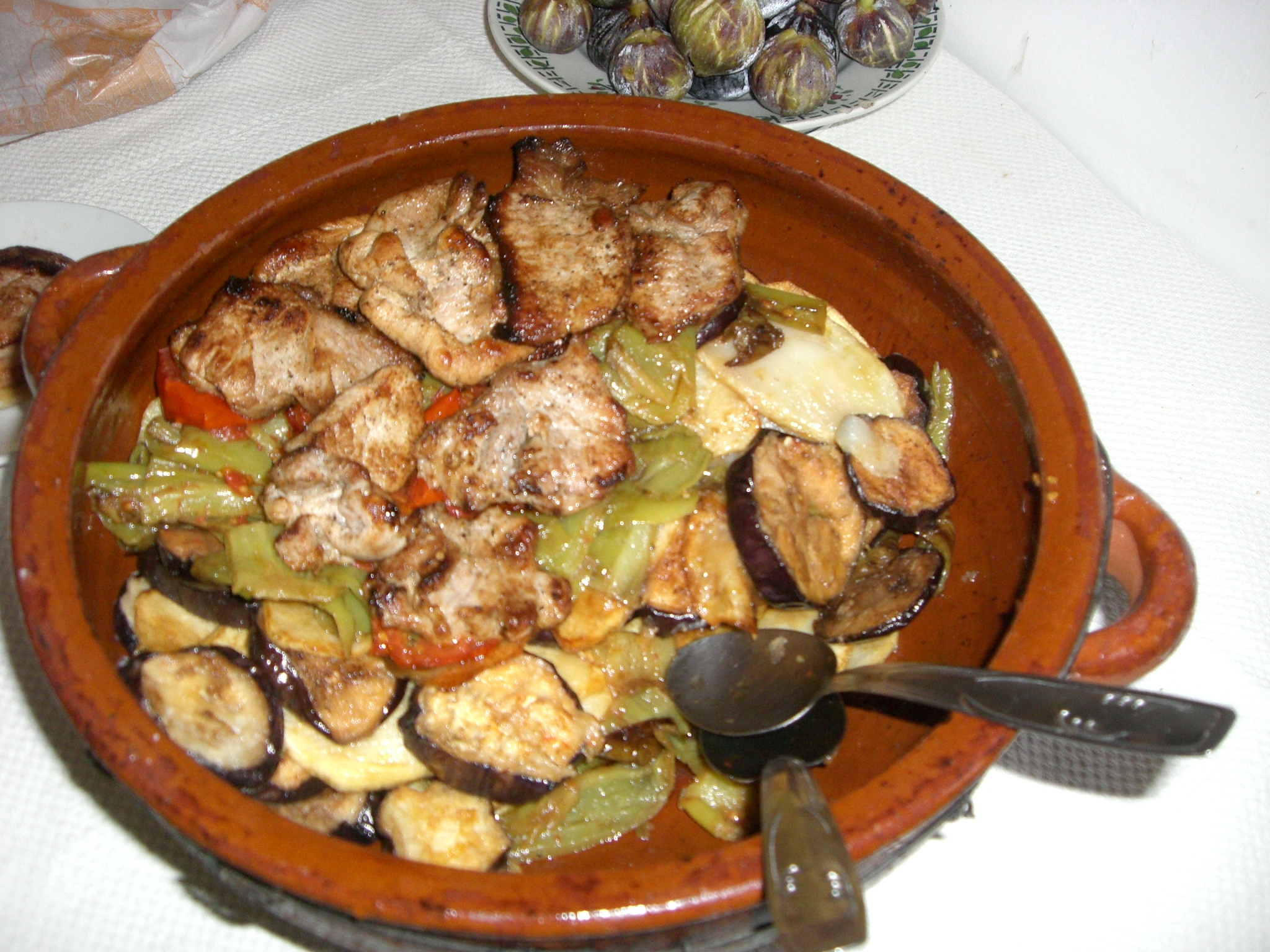
Una greixonera con tumbet.

El tumbet o tombet es un plato típico de Mallorca muy similar a la samfaina.  En su origen únicamente se utilizaba el excedente de hortalizas de temporada: berenjenas, patatas, pimientos rojos y tomates. Su popularidad se ha extendido por la provincia de Castellón pudiéndose encontrar en varios de sus municipios.

## Características
Se realiza una espesa salsa con tomates, ajos y aceite de oliva. Las patatas, berenjenas y pimientos rojos se cortan en láminas y se fríen por separado. Es importante señalar que no debemos pelar las berenjenas y los pimientos. Todos los ingredientes se colocan formando capas,  en una “greixonera”, que es una fuente redonda de barro. La última capa es la de salsa de tomate.
El tumbet se puede comer solo como si fuera un plato vegetariano, pero en la cocina local mallorquina se sirve frecuentemente para acompañar el lomo de cerdo o pescados, según la época del año. La última variación del plato es hornear el plato o no hornearlo.

Como el tumbet es la versión mallorquina de la ratatouille francesa, hay quien influenciado por estos platos añade calabacín, pero este último no se encuentra en la receta tradicional.

## Versiones
Marca la tradición que la carne del tombet de Useras (provincia de Castellón) sea de cabrito, no de cordero, y fija la costumbre que el plato se encargue en la misma carnicería para llevárselo a casa, aunque hace unos años se comía en la misma tienda donde se preparaba.